# Мала Деревичка
Мала́ Дереви́чка (колишня назва Деревичка) — село в Україні, у Житомирському районі Житомирської області. Входить до складу Любарської селищної громади. Населення становить 510 осіб.

## Історія
У 1906 році — село Новочарторійської волості Новоград-Волинського повіту Волинської губернії. Відстань від повітового міста 70 верст, від волості 4. Дворів 88, мешканців 620.
У 1941—54 роках — адміністративний центр Малодеревичківської сільської ради Любарського району Житомирської області.

## Населення

### Мова
Розподіл населення за рідною мовою за даними перепису 2001 року:
| Мова       | Кількість | Відсоток |
| ---------- | --------- | -------- |
| українська | 505       | 99.02%   |
| російська  | 4         | 0.78%    |
| Усього     | 510       | 100%     |